# Prijelozi
Prijelozi este un sat din comuna Bijelo Polje, Muntenegru. Conform datelor de la recensământul din 2003, localitatea are 411 locuitori (la recensământul din 1991 erau 512 locuitori).

## Demografie
În satul Prijelozi locuiesc 323 de persoane adulte, iar vârsta medie a populației este de 40,0 de ani (38,1 la bărbați și 41,8 la femei). În localitate sunt 145 de gospodării, iar numărul mediu de membri în gospodărie este de 2,83.
Populația localității este foarte eterogenă.
|  |

| Demografie | Demografie | Demografie |
| An         | Locuitori  | Locuitori  |
| ---------- | ---------- | ---------- |
|            |            |            |
|            |            |            |
|            |            |            |
|            |            |            |
| 1948       | 566        |            |
| 1953       | 651        |            |
| 1961       | 703        |            |
| 1971       | 816        |            |
| 1981       | 687        |            |
| 1991       | 512        | 497        |
| 2003       | 448        | 411        |

| \| Componența etnică conform recensământului din 2003[2] \| Componența etnică conform recensământului din 2003[2] \| Componența etnică conform recensământului din 2003[2] \| Componența etnică conform recensământului din 2003[2] \| Componența etnică conform recensământului din 2003[2] \| \| ----------------------------------------------------- \| ----------------------------------------------------- \| ----------------------------------------------------- \| ----------------------------------------------------- \| ----------------------------------------------------- \| \| \| \| \| \| \| \| Sârbi \| Sârbi \| \| 264 \| 64,23% \| \| Muntenegreni \| Muntenegreni \| \| 138 \| 33,57% \| \| necunoscută \| necunoscută \| \| 5 \| 1,21% \| |              |  |     |        |
| Componența etnică conform recensământului din 2003 |              |  |     |        |
| |              |  |     |        |
| Sârbi | Sârbi        |  | 264 | 64,23% |
| Muntenegreni | Muntenegreni |  | 138 | 33,57% |
| necunoscută | necunoscută  |  | 5   | 1,21%  |